# Corymbitodes rufus
Corymbitodes rufus is een keversoort uit de familie kniptorren (Elateridae). De wetenschappelijke naam van de soort is voor het eerst geldig gepubliceerd in 1993 door Jiang.